# Geschiedenis van Mechelen
De Mechelse historici zijn het erover eens dat de eerste vermelding van Mechelen te vinden is in de oorkonde van keizer Hendrik II van 12 december 1008. Ook in oudere bronnen, van 1006, 980, 911 en 870 wordt Mechelen vermeld, maar tegenover deze oudere bronnen staan de Mechelse historici bijzonder argwanend.
Te Nekkerspoel is een nederzetting uit de ijzertijd rond 500-200 v.Chr. gevonden en een eiken prauw.

## Middeleeuwen tot begin 14de eeuw
In de 6e, 7e of 8e eeuw stichtte de Ierse monnik Rombout een abdij in Mechelen. Naar hem is later de Sint-Romboutskathedraal genoemd. In de 9e eeuw hielden de Noormannen huis in de streek.
Als achterleen van het prinsbisdom Luik werd tussen 911 en 915 de voogdij van de Sint-Romboutsabdij door Karel de Eenvoudige toegewezen aan paltsgraaf Wigerik en diens zoon Adalberon, bisschop van Metz.
Vanaf het einde van de 11e eeuw werden de Berthouts, een tak van de familie der heren van Grimbergen, leenmannen van de bisschoppen van Luik. Zij bedongen bij de opeenvolgende prins-bisschoppen van Luik en hertogen van Brabant een steviger controle van de Heerlijkheid Mechelen. Ze ijverden ook voor de oprichting van enige kloosters en van de ridders van Pitzemburg. Na een lange reeks onenigheden rukte in 1268 Hendrik III van Gelre, prins-bisschop van Luik en heer van Montfort, die geregeld plundertochten ondernam en later door paus Gregorius X zou worden afgezet, met een groot leger naar Mechelen op. Wouter VI Berthout dwong hem evenwel tot onderhandelingen.
In 1301 verpandde de Luikse bisschop zijn helft van Mechelen aan de Brabantse hertog Jan II. Op 13 december van hetzelfde jaar kreeg Mechelen stadsrechten van Jan Berthout en hertog Jan II van Brabant. Op 18 maart 1305, nadat de nieuwe Luikse bisschop Theobald van Bar het pand op Mechelen had ingelost, volgden Luikse stadsrechten.
De lakenindustrie maakte opgang en van de bloei in die periode getuigden de stadswallen met twaalf poorten, een lakenhalle met belfort, het schepenhuis tussen de IJzerenleen en de Grote Markt.
Nadat de prins-bisschop in 1313 Mechelen tijdelijk aan Willem, graaf van Henegouwen, had verpand, verkocht Floris Berthout in 1316 hem zijn rechten op de heerlijkheid; in 1318 bij het eind van de pandtermijn kreeg hij ze terug.

## Bourgondische tijd

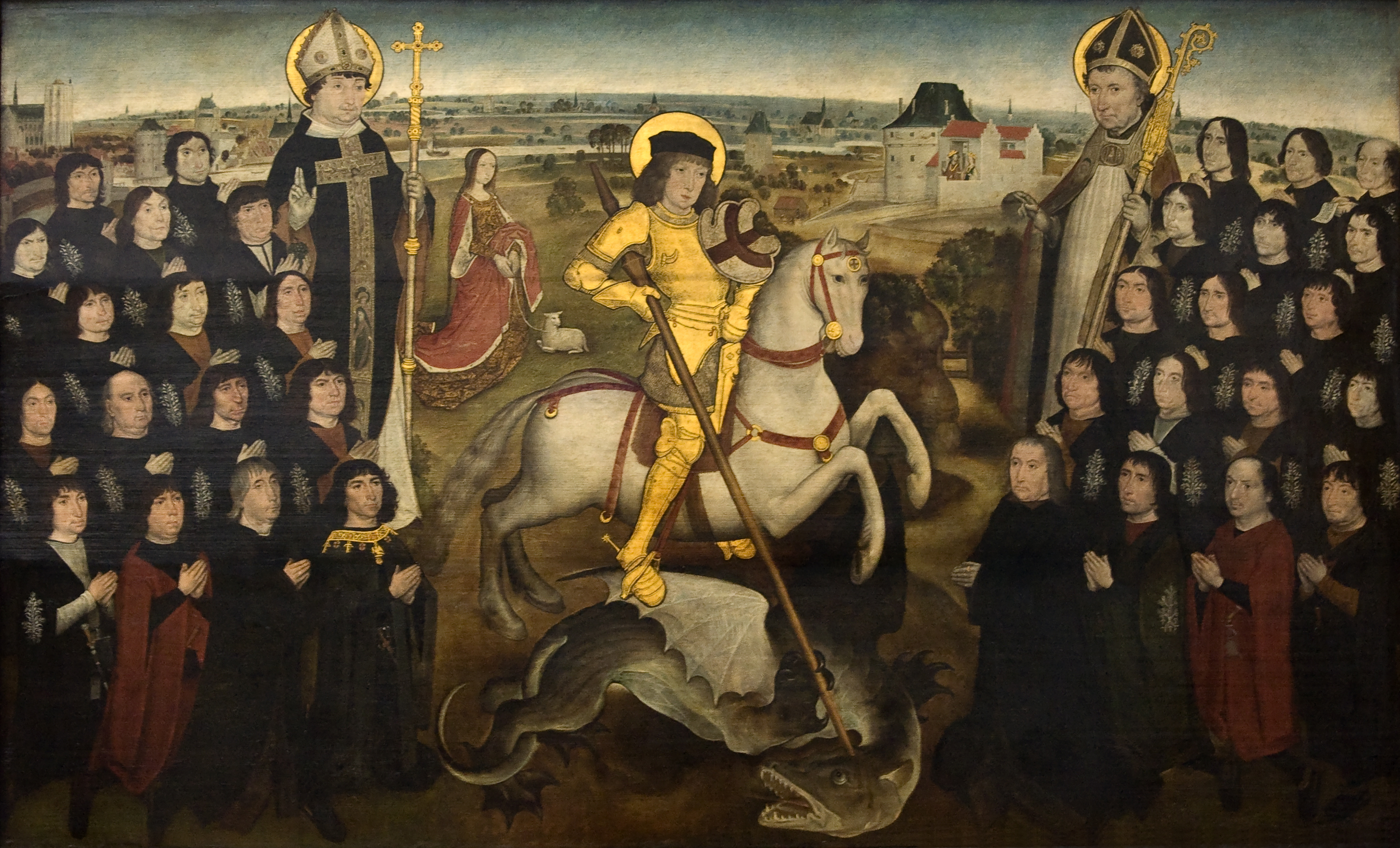
De leden van het gilde van de Grote Kruisboog te Mechelen (ca. 1500) door de Meester van het Mechelse Sint-Jorisgilde in het Koninklijk Museum voor Schone Kunsten Antwerpen

Met de dood van Floris, de laatste telg van de Berthouts, kwam in 1331 een einde aan hun invloed op Mechelen. Zo werd vanaf 1333 Lodewijk II van Nevers, graaf van Vlaanderen, de nieuwe machthebber. Mechelen werd onderdeel van een groter gebied toen diens zoon, Lodewijk van Male, in 1356 trouwde met Margaretha, dochter van Jan III van Brabant en erfdochter van Brabant. De dochter van Lodewijk van Male, Margaretha van Male, trouwde in 1369 met Filips de Stoute, hertog van Bourgondië, waardoor zowel het graafschap Vlaanderen als Mechelen in het Bourgondisch rijk terechtkwamen. Toch bleef de heerlijkheid Mechelen zijn eigen rechten en gebruiken behouden.
In 1312 werd de Sint-Jorisgilde, de oudste gilde van de stad gesticht. Ze had een band met Filips de Goede en Filips van Oostenrijk. In 1342 vond in Mechelen een grote stadsbrand plaats.
In de 15e en 16e eeuw beleefde Mechelen zijn bloeitijd. Het begon allemaal onder het bewind van Karel de Stoute met het Edict van Thionville op 8 december 1473, waarin bepaald werd dat de Rekenkamer en het Opperste Gerechtshof naar Mechelen zouden verhuizen. De installatievergadering van de Grote Raad van Mechelen had plaats op 3 januari 1474 in het Schepenhuis en aldus werd Mechelen de juridische hoofdstad van de Nederlanden.
De glans werd nog versterkt met de komst van Margaretha van Oostenrijk in 1507. Zij bestuurde de Nederlanden vanuit Mechelen. Het belang van de stad begon vanaf 1530 te tanen, toen Margaretha van Oostenrijk overleed. Haar broer Filips de Schone had in Mechelen ook al een flink deel van zijn opvoeding genoten. Deze opvoeding had plaats in het huis van Margaretha van York die in 1477 in Mechelen was komen wonen. Zij was de zuster van de Engelse koning en de derde vrouw van Karel de Stoute. Ook verbleef Anna Boleyn er anderhalf jaar.
Keizer Frederik III, de vader van Maximiliaan I, kende Mechelen het recht toe de tekst "In fide constans" op het wapenschild te plaatsen. Mechelen was hem namelijk trouw gebleven tijdens een opstand tegen hem.
In 1531 kantelde het politiek zwaartepunt van het land richting Brussel met de verhuis van het hof van landvoogdes Maria van Hongarije.
Op 6 augustus 1546 veranderde de ontploffing van een kruitmagazijn in de Zandpoort de Mechelse geschiedenis. Er vielen ongeveer 200 doden en 600 gewonden. Door de kracht van de ontploffing werd het water op een afstand van 300 meter uit de stadsgracht geslingerd en nog dagen later werden er overal in de stad verbrande viskadavers teruggevonden. Talrijke gebouwen, waaronder de stadspaleizen van Margaretha van York en Margaretha van Oostenrijk werden zwaar beschadigd.

## DeNederlandse Opstandin Mechelen

### Beeldenstorm (1566)
Deze religieus geïnspireerde opstand van andersdenkenden was gericht tegen de Katholieke Kerk en gebeurde op 22 augustus. Hierbij werden, evenals in andere gemeenten, tal van kerken geplunderd. Er vielen veel slachtoffers.

### Spaanse Furie (1572)
Nadat Bernard van Merode, een luitenant van Willem van Oranje, op 31 augustus 1572 met de hulp van een groot aantal Mechelse burgers de stad had ingenomen, heerste er onenigheid tussen voor- en tegenstanders van de actie.
Een maand later, op 2 oktober, zetten tegenstanders van de orangisten de stadspoorten open voor de Spaansgezinde troepen van de Hertog van Alva. Deze gingen zich te buiten aan plunderingen en gruweldaden, die in Mechelen de geschiedenis ingingen als de Spaanse Furie.

### Engelse Furie (1580) en calvinistisch bewind

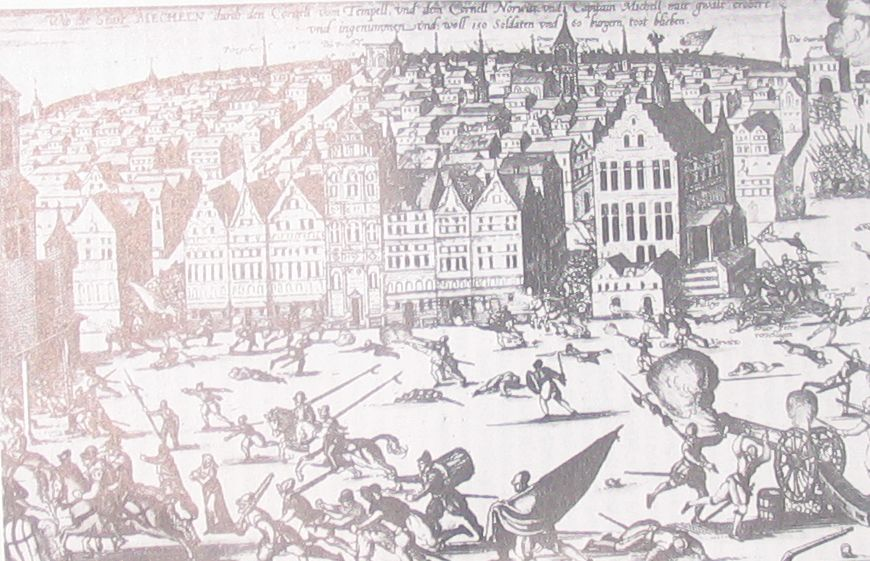
De Engelse Furie in Mechelen op 9 april 1580. Locatie: Grote Markt

In 1579 was Mechelen als het ware omringd met door de calvinisten bestuurde steden, waardoor de aanvoer van levensmiddelen steeds moeilijker verliep. Er kwam een massale emigratie op gang. In het protestantse kamp had men begin april 1580 het idee opgevat om de katholieke Mechelse machthebbers met geweld af te zetten. Op 9 april werd de stad inderdaad ingenomen onder leiding van de gouverneur van Brussel, Olivier van den Tympel, met de medewerking van legers van de Engelse kolonel John Norreys en de Schotse kapitein Stuart.
Binnen in de stad woedde een gevecht met de Mechelse burgerwacht en de schuttersgilden, die uiteindelijk het onderspit moesten delven. Er vielen een zestigtal doden, onder andere toen de Engelsen kloosters, kerken en privé-eigendommen leegroofden. Mechelen kreeg een nieuwe stadsmagistraat en kende vijf jaar lang een calvinistisch bewind.

### Herovering door Spanje (1585)
In juli 1585, ruim een maand voor de Val van Antwerpen (27 augustus) werd Mechelen veroverd door Alexander Farnese en werd met het vertrek van de (Calvinistische) Hervormden, de scheiding der Nederlanden ingeluid.

## Oproer van het jaar 1718
In juni 1718 vond er in Mechelen een belangrijk sociaal getint oproer plaats. De leden van het korenmetersambacht en aanverwante ambachten deden van oudsher een beroep op de mensen van het buil- of zakkendragersambacht om afgeleverd graan uit vrachtschepen te lossen. Op een gegeven moment kwamen beide ambachten niet meer overeen over de financiële kant van hun samenwerking, een samenwerking die nota bene al eeuwenlang bestond.

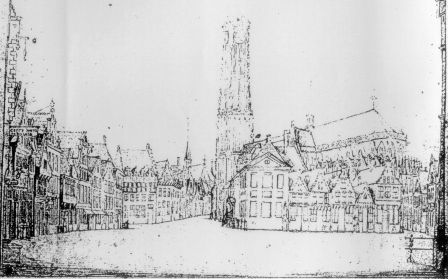
De Grote Markt rond 1775

Het conflict dijde uit en er ontstond massaal oproer in de stad. De kampen waren min of meer opgedeeld in arm en rijk. Naar schatting een duizendtal mensen, onder wie veel vrouwen en kinderen, meestal uit de lagere sociale klassen, sloegen aan het plunderen. Het duurde dagen voordat de toestand weer onder controle was. Hiervoor moesten regimenten militairen uit andere steden aangevoerd worden. De processen rond deze zaak duurden tot in 1721 en uiteindelijk werden 87 mensen veroordeeld, onder wie enkele tot de doodstraf.

## Leuvense vaart
Schepen konden op de Dijle rivier niet verder varen dan Mechelen. De grote stad Leuven was onbereikbaar via de waterwegen. Op 29 januari 1750 verleende keizerin Maria Theresia door middel van een octrooi een toelating voor de bouw van een kanaal tussen Leuven en Mechelen. Dit kanaal werd in 1763 geopend.  Dit kanaal is dicht bij de stad Mechelen en mondt uit in de Dijle, een stukje stroomafwaarts. Tot de komst van de spoorwegen in 1837 werd het kanaal ook gebruikt voor het reizigersvervoer met trekschuiten.  Mechelen had en heeft een eigen rivierhaven.

## 19e eeuw
In 1803 werd Mechelen vereerd met een officieel bezoek van de toenmalige oorlogsheld Napoleon Bonaparte. Hij besteeg eveneens de Sint-Romboutstoren. De bestaande wegen werden verbeterd en Mechelen bevond zich op de Napoleontische Route impériale 2 tussen Antwerpen en Brussel. Vanaf 1833 werd de stad een belangrijk spoorwegknooppunt. In 1835 begonnen de eerste Belgische treinen er te rijden, tevens de eerste treinen buiten het Verenigd Koninkrijk. Engelse ingenieurs vestigden zich in Mechelen als adviseurs bij de aanleg van spoorwegen. In 1866 kende de stad een grote cholera-epidemie, die zich enkele jaren later herhaalde, maar niet meer zo intens.

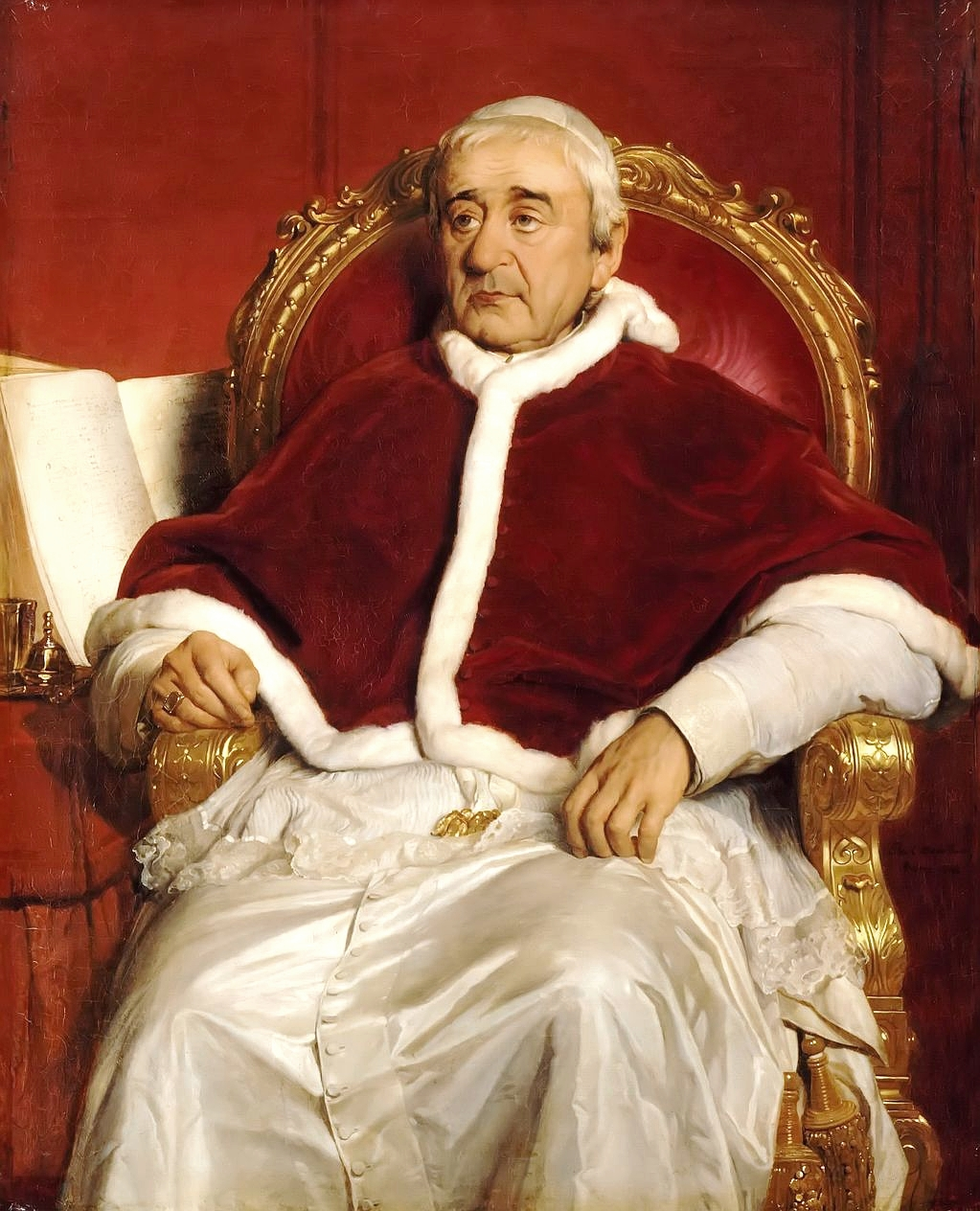
Paus Gregorius XVI, medestichter van de Katholieke Universiteit van Mechelen met de bisschoppen van België door zijn brief gegeven op 13 december 1833

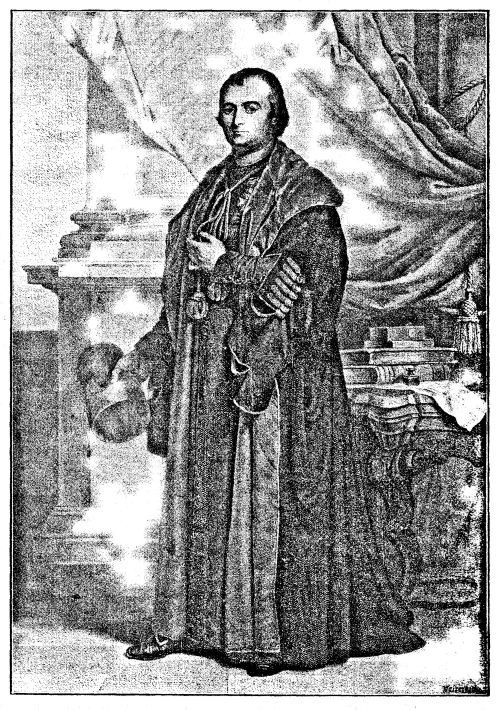
Peter de Ram, de eerste rector van de Katholieke Universiteit Mechelen

Op 8 november 1834 stichtten de bisschoppen van België de Katholieke Universiteit van Mechelen. Ze bleef slechts een jaar in de stad, want op 1 december 1835 verhuisde de universiteit naar Leuven, waar net de Rijksuniversiteit Leuven was afgeschaft. De aankondiging van de oprichting van de Katholieke Universiteit van Mechelen veroorzaakte ernstig oproer in de steden Gent, Leuven en Luik, waar sommigen vreesden dat het openbaar onderwijs in het gedrang zou komen. De oprichting van de Université libre de Bruxelles in 1834 door leden van Brusselse vrijmetselaarsloges was een andere reactie op de stichting in Mechelen.

## 20e eeuw

### Gebeurtenissen

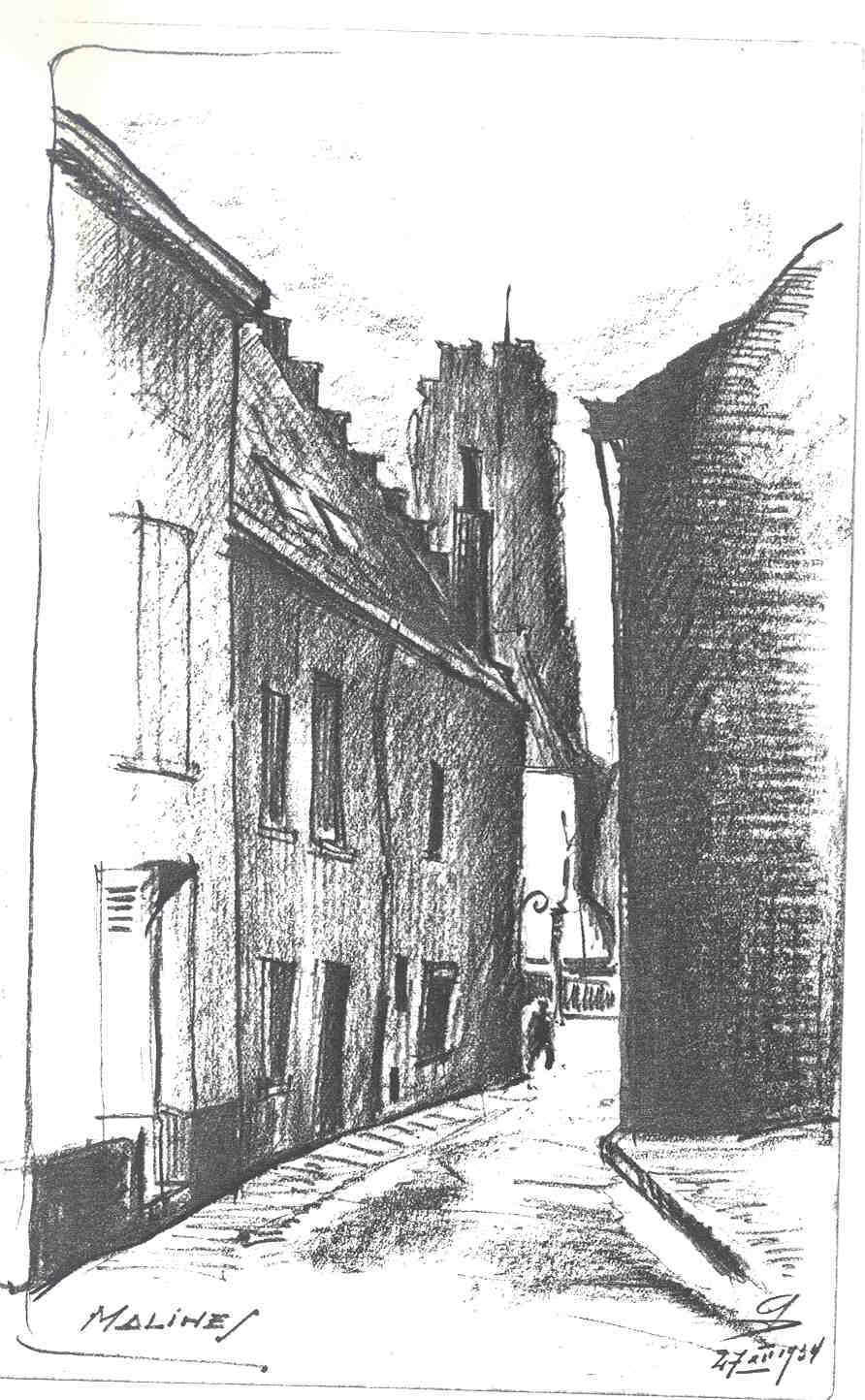
Mechelen, de toren van de Sint-Romboutskathedraal, tekening van Léon van Dievoet, 1934.

De stad werd zwaar beschoten door de Duitsers op 25 augustus 1914. Verschillende historische gebouwen, onder andere op de IJzerenleen en de Schoenmarkt, werden gedeeltelijk of volledig verwoest. Deze gebouwen werden na 1918 weer opgebouwd in retrostijl, na een architectuurwedstrijd.
De talrijke waterlopen die de stad doorkruisten, werden aan het begin van de 20e eeuw overwelfd om besmettelijke ziekten te bestrijden. Onder invloed van de getijden van het Scheldebekken was er immers altijd gevaar voor overstromingen. De meeste van deze vlieten werden gedempt.
De Tweede Wereldoorlog liet ook zijn sporen na. Het Bruggenhoofd Mechelen, in 1939-40 gebouwd, was een onderdeel van de KW-stelling. In Mechelen verzamelden de Nazi's hun slachtoffers, Joden en zigeuners, in de Dossinkazerne, van waaruit ze per trein vertrokken naar de vernietigingskampen in het oosten; vergelijkbaar met Westerbork in Nederland.
In 1944 bestookten de Britten de stad en maakten honderden slachtoffers, onder wie circa 300 doden. Wederom werden talrijke huizen met de grond gelijkgemaakt. In het Mechels Broek bevinden zich vandaag nog zeer zichtbaar in het landschap, talrijke bomkraters van toen.
In de jaren 70 vergaderde de voorlopige Raad van het Vlaams Gewest - in afwachting van de 2de staatshervorming - op het Mechels stadhuis. Commissies en administratie bevonden zich in het Groot Seminarie (nu Pastoraal Centrum). Mechelen was enkele jaren de "voorlopige" hoofdstad van het Vlaams Gewest. Bij de definitieve staatshervorming voegde men langs Vlaamse kant gewest- en gemeenschapsbevoegdheden samen en verkoos men toch Brussel als hoofdstad.
Op 1 januari 1977 werden de gemeenten Heffen, Hombeek, Leest, Muizen en Walem bij Mechelen gevoegd.
Op 18 mei 1985 bezocht paus Johannes-Paulus II - op zijn 65ste verjaardag - de stad.

### Politiek
In 1921 waren er in Mechelen 27 zetels te verdelen in de gemeenteraad. De Katholieken waren verdeeld in de Grondwettelijken (christendemocratisch en Vlaamsgezind) en de Nationalen (conservatief en Fransgezind). De eerstgenoemden behaalden 8 zetels, de Nationalen 3. De Socialisten (o.l.v. Désiré Bouchery) behaalden 11 zetels en de Liberalen (o.l.v. Oscar Van Kesbeeck) 5. Er werd een ruime coalitie gevormd waarbij enkel de Nationalen in de oppositie zaten, maar twee jaar later, in 1923, kwam het reeds tot een meningsverschil en de socialisten gingen in de oppositie. Deze zetelverdeling zou in de jaren 20 en 30 geen ingrijpende wijzigingen kennen tot in 1938, periode waarin Karel Dessain burgemeester bleef.

### Buurtspoorwegen en de stadstram

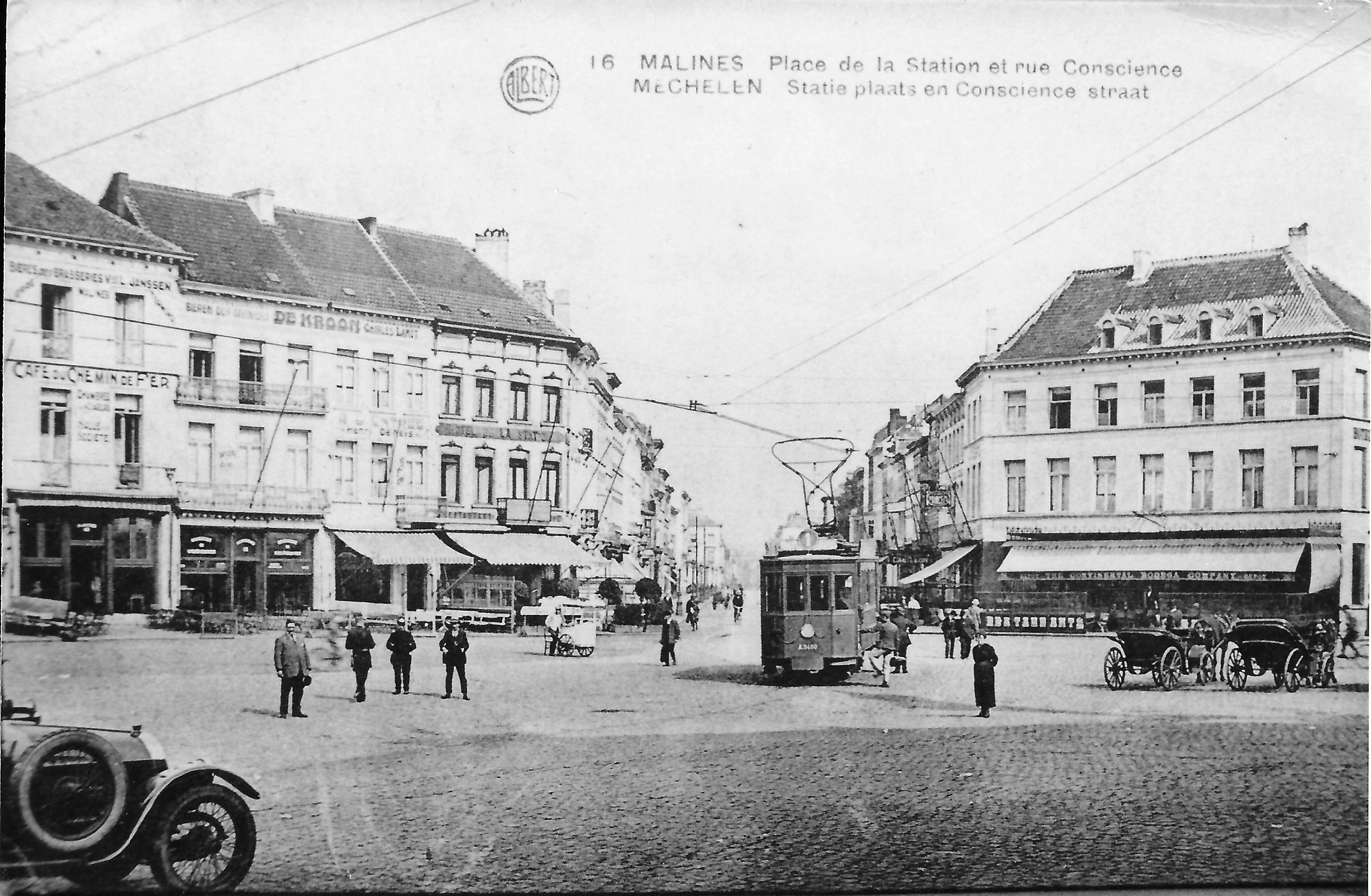
Donkerkleurige stadstram lijn 1 van de EN bij het spoorstation.

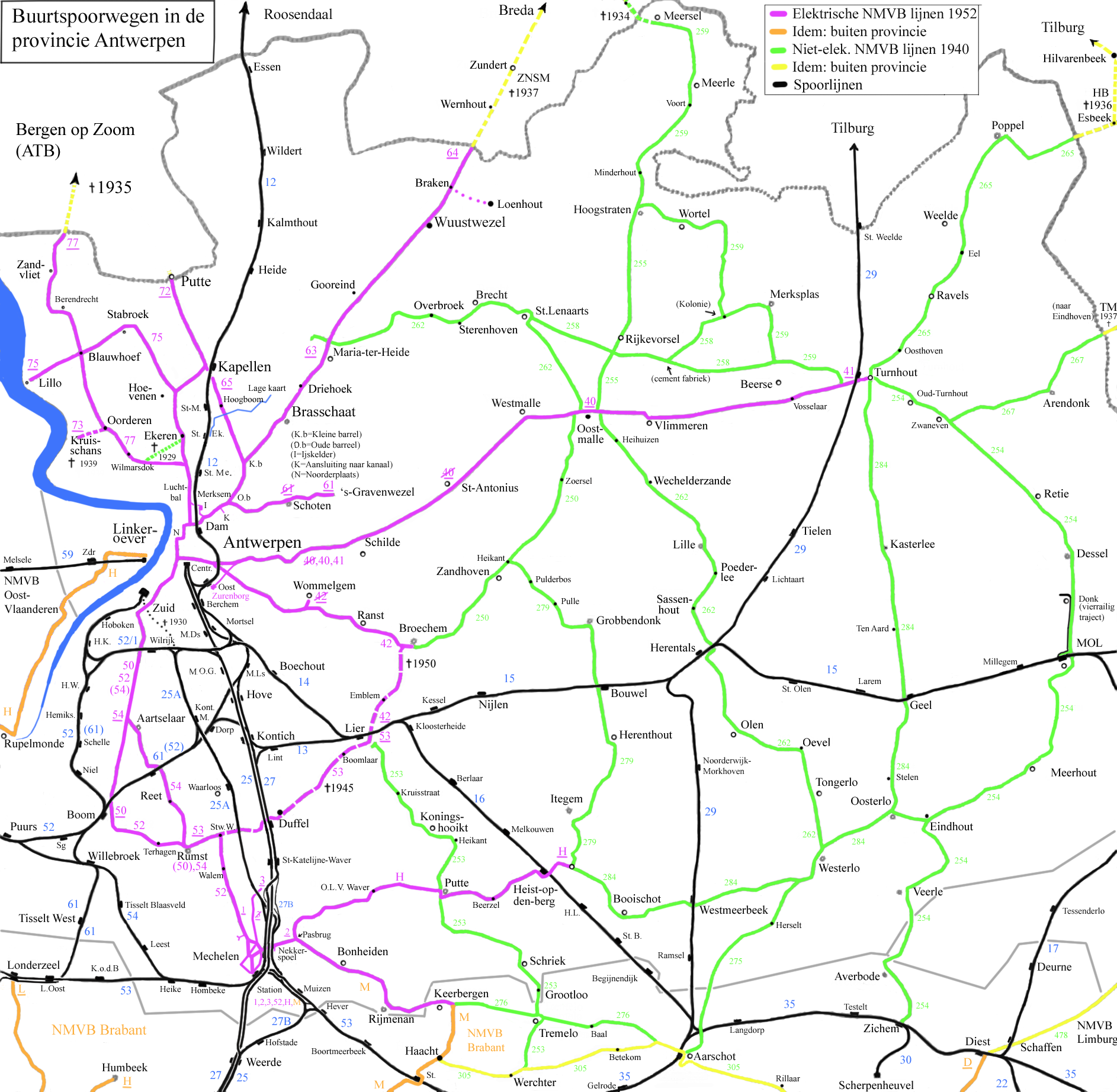
De buurtspoorwegen van de provincie Antwerpen met de lijnen rond Mechelen.

Op 27 juni 1887 werd de eerste buurtspoorweglijn geopend van Mechelen Nekkerspoel naar Itegem. De tweede buurtspoorlijn tot Rumst werd geopend op 6 mei 1900 vanaf de Katelijnepoort. Op 15 september 1901 tot Antwerpen en op 13 januari 1902 tot Lier. Zoals toen gebruikelijk voor de buurtspoorlijnen van de provincie Antwerpen werden de lijnen aangelegd met de spoorbreedte van 1067 mm. De Brabantse lijn naar Aarschot werd echter aangelegd met meterspoor. Het gemeenschappelijk traject tussen Nekkerspoel en Pasbrug was vierrailig.  Kort na de Eerste Wereldoorlog werden alle buurtspoorlijnen in de provincie Antwerpen omgebouwd naar meterspoor.
Oorspronkelijk reden de trams tussen het spoorstation, Nekkerspoel en de Katelijnepoort langs de vesten (Stationsstraat, Zandpoortvest, Zwartzustervest, Edgard Tinellaan, route geopend op 22-6-1902). In 1913 werden twee elektrisch stadslijnen geopend, de lijnen 1 en 2, die buiten de stad op de streeklijnen reden tot respectievelijk de Schietbaan richting Rumst (lijn 1) en Pasbrug (lijn 2) richting Itegem.  Beide lijnen reden van het station tot de Grote Markt via de Bruulstraat om vandaar respectievelijk naar Katelijnepoort en Nekkerspoel te rijden. De Vestenroute werd dan alleen nog voor goederentrams gebruikt. De stadstrams werden geëxploiteerd door de buurtspoorwegpachter "Cie de l'Electricité du Nord de la Belgique" (EN) die tevens elektrificatie uitvoerde en de stroom leverde. De trams waren voorzien van een stroombeugel.  De tramstelplaats was gelegen in de buurt van de plaats waar tegenwoordig het voetbalcomplex van Racing Mechelen ligt, de huidige busstelplaats bij de Electriciteitstraat. In de buurt was de elektriciteitscentrale aan de Dijle die de stroom leverde. In 1932 namen de buurtspoorwegen de exploitatie in eigen beheer en moderniseerden het tramnet, door onder andere het traject Station - Grote Markt dubbelsporig te maken.  Vanaf 1932 (laatste uitbreiding 1935) werd de derde stadslijn, lijn 3 geopend. Deze lijn kreeg een eigen route van het station, Brusselsepoort, Grote Markt, Frederik de Merodestraat, Liersesteenweg tot Elzestraat in Sint-Katelijne-Waver. De laatste uitbreiding van het stadsnet was tijdens de oorlog in 1941, wanneer de stadslijn 1 werd verlengd tot Waterloo op de elektrische streeklijn naar Rumst. De stadslijnen 1 en 3 werden op 21 december 1952 opgeheven en verbust. De stadslijn 2 werd opgeheven op 28 februari 1953. De streeklijn vanuit Rumst werd sinds de opheffing van de stadslijnen omgeleid via de Vesten.
De streeklijnen rond Mechelen werden geëlektrificeerd:
- 31-7-1932: Pasbrug (stadslijn 2) - Heist-op-den-Berg
- 2-10-1932: Mechelen - Antwerpen (16-4-1933 tot Lier)
- 5-6-1938: Pasbrug - Keerbergen (Rijmenam op 2-8-1931)

Na de oorlog, op 1 juni 1949, werd nog een nieuw elektrische lijn geopend tussen Haacht en Keerbergen waardoor een rechtstreekse tramdienst lijn M tussen Brussel en Mechelen ingevoerd werd. De streeklijnen werden echter na de stadstrams in de eindjaren vijftig van de twintigste eeuw opgeheven en vervangen door busdiensten:
- 10-11-1956: Rumst/Antwerpen (goederen 30-4-1958)
- 30-4-1957: Heist-op-den-Berg (goederen 17-3-1958)
- 1-6-1957: Keerbergen (en Brussel) (goederen 30-4-1958)

## Blijde Intredes
- 20 augustus 1356: Lodewijk Van Male, Graaf van Vlaanderen[7]
- 23 april 1405: Jan zonder Vrees
- 8 oktober 1419: Filips de Goede
- 3 juli 1467: Karel de Stoute[8]
- 1494: Filips de Schone en Maximiliaan I van Oostenrijk. Dit was een schitterend feest, met een parade door de straten, jachtpartijen en toernooien[9]
- 5 juli 1507: Margaretha van Oostenrijk. Dit was het eindpunt van haar reis door tal van andere belangrijke steden der Nederlanden[10]
- 5 november 1598: Albrecht en Isabella
- 15 mei 1746: Lodewijk XV van Frankrijk kwam om 10 uur 's ochtends aan in de Brusselpoort, waar hij plechtig ontvangen werd. Na de middag beklom hij de Sint-Romboutstoren.[11]
- 21 juli 1803: Napoleon Bonaparte. Hij kwam van Antwerpen, maakte een kleine stop in Mechelen, om vervolgens naar Brussel te rijden. Aan de Antwerpsepoort, later de Katelijnebrug genoemd, werd onder de grote triomfboog aan Napoleon symbolisch de sleutel van de stad Mechelen overhandigd door de 14-jarige dochter van de Mechelse stadssecretaris. Tijdens een gesprek op de Schoenmarkt aan het Stadhuis herinnerden Mechelse zakenlui Bonaparte onder andere aan zijn belofte om de Demer te verbinden met de Maas via een nog aan te leggen kanaal. Dit project zou, volgens de Mechelse zakenwereld, de stad Mechelen (en zijzelf) gigantisch kunnen verrijken[12]
- 30 maart 1815: Willem I der Nederlanden[13]
- 28 juli 1831: Leopold I van België
- 19 juni 1919: Woodrow Wilson, president van de Verenigde Staten. De President kwam met een stoet van 10 auto's op 19-6-1919 vanuit Brussel via de Hoogstraat en de IJzerenleen naar Mechelen, waar hij arriveerde rond 15.45 uur. Hij bleef ongeveer 40 minuten in het Bisschoppelijk Paleis in de Stassartstraat waar hij een klein onderhoud had met Kardinaal Mercier en vertrok dan via de Grote Markt, de Bruul en de Hanswijkstraat naar Leuven. Langs de wegen stonden duizenden enthousiaste mensen. Ook de koning van België was aanwezig samen met de hoogste officieren van het Belgisch en Amerikaans leger.[14]